# Birmania en los Juegos Olímpicos de Atlanta 1996
Birmania estuvo representada en los Juegos Olímpicos de Atlanta 1996 por tres deportistas, dos hombres y una mujer, que compitieron en dos deportes.
El portador de la bandera en la ceremonia de apertura fue el tirador Soe Myint. El equipo olímpico birmano no obtuvo ninguna medalla en estos Juegos.